# Kran

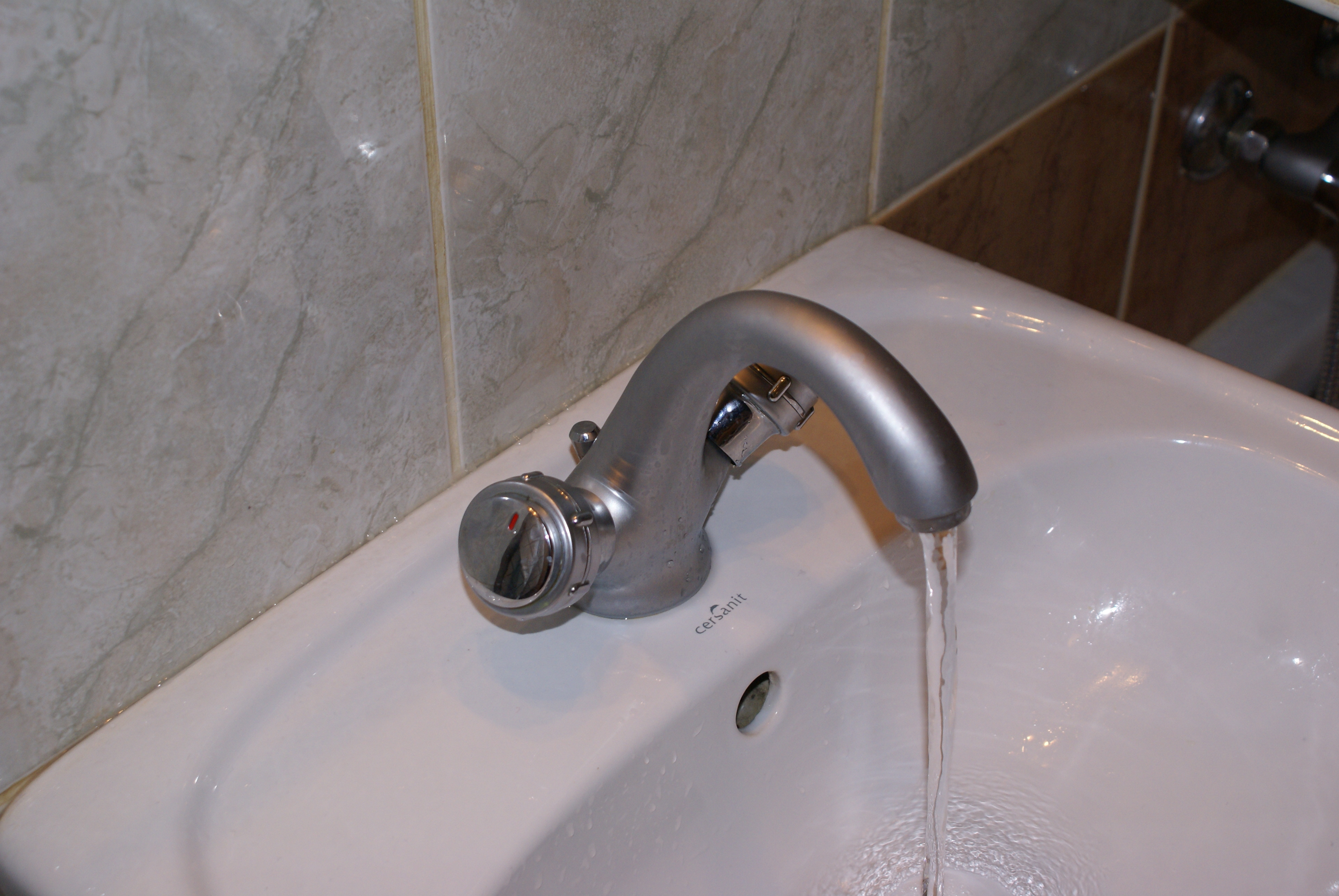
Kran w łazience

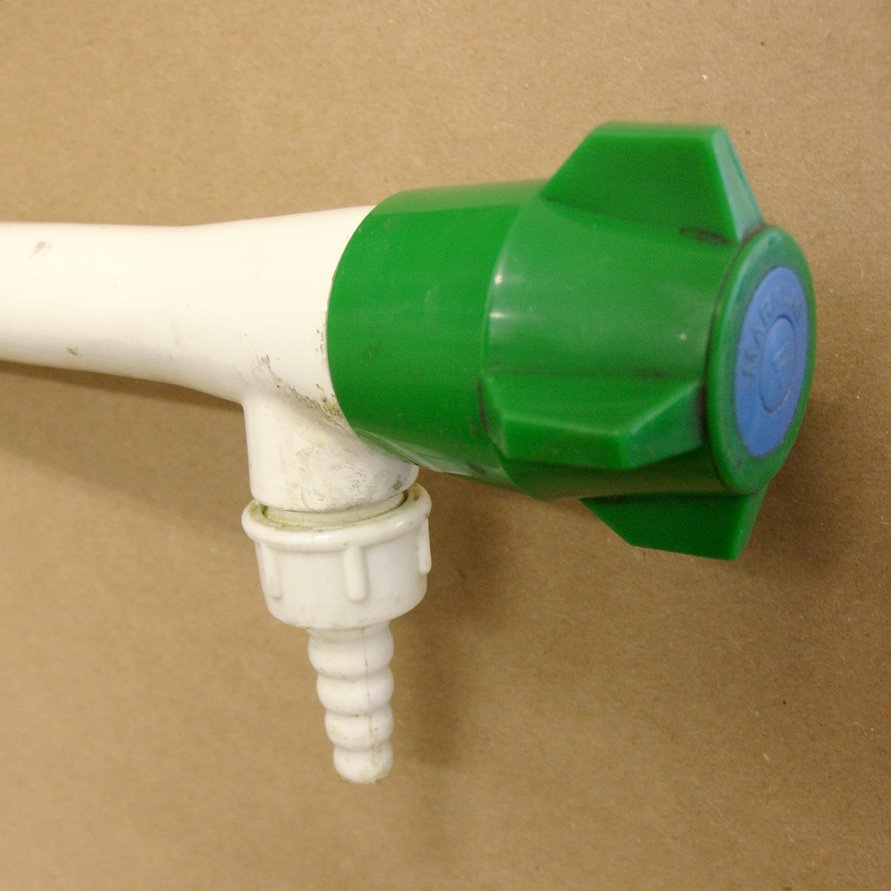
Przykładowy kran wykonany z tworzywa sztucznego

Kran, bądź kurek – rodzaj zaworu (a raczej potoczna jego nazwa) z jednym wolnym króćcem pozwalającym na wolny odpływ cieczy (czasem gazu) z instalacji wodociągowej. Często stanowi część baterii kranów połączonych ze sobą, pozwalających na regulację przepływu z różnych instalacji. Szczególnie dobrze jest znana bateria dwóch kranów łącząca strumień z instalacji wody ciepłej i zimnej. Kran jest częścią armatury. Ma zazwyczaj konstrukcję zaworu regulacyjnego - tłokowego ("grzybkowego") lub kulowego.
Spośród wszystkich innych zaworów, do kranu przykłada się największą wagę pod kątem stosowania sztuki użytkowej. Jego wygląd ma niebagatelne znaczenie z punktu widzenia dekoracji wnętrz. 
Kran nie zawsze musi być na stałe zamontowany do instalacji. Odszpuntowuje się nim beczki, najczęściej z piwem lub winem. Aby zamknąć beczkę po odszpuntowaniu, używa się szpuntu.